# Maurycy Rosenstock
Maurycy Rosenstock, též Moriz Rosenstock nebo Moritz von Rozstocki-Rosenstock (21. února 1856 Skałat – 10. srpna 1916 Vídeň-Hietzing), byl rakouský politik z Haliče židovského původu, hlásící se k polské národnosti, na konci 19. století poslanec Říšské rady.

## Biografie
Od roku 1873 studoval univerzitu. Absolvoval práva na Vídeňské univerzitě. Pak se věnoval správě svého statku ve Skałatu. Po delší dobu byl členem okresního zastupitelstva a okresním starostou.
Zasedal jako poslanec Haličského zemského sněmu.
Byl i poslancem Říšské rady (celostátního parlamentu Předlitavska), kam usedl doplňovacích volbách roku 1886 za kurii obchodních a živnostenských komor v Haliči, obvod Brody. Nastoupil 5. dubna 1886 místo Nathana Kallira. Mandát zde obhájil ve volbách roku 1891 a volbách roku 1897. Ve volebním období 1885–1891 se uvádí jako Dr. Moriz Rosenstock, statkář, bytem Skałat.
Byl orientován konzervativně. Na Říšské radě je v roce 1887 uváděn coby člen Polského klubu. Coby kandidát Polského klubu je uváděn i po volbách roku 1891. Roku 1897 byl oficiálním kandidátem polského volebního výboru. V zákonodárných sborech se zaměřoval na hospodářskou tematiku. Patřil mezi aktivní poslance.
Koncem 90. let onemocněl a stáhl se z politického dění. Zemřel v srpnu 1916.